# Варфоломеев, Сергей Николаевич
Серге́й Никола́евич Варфоломе́ев (27 февраля 1968, Ленинград) — советский и российский футболист.
Воспитанник СДЮШОР «Смена» Ленинград. Начинал играть во второй лиге в 1986 в составе «Динамо» Ленинград. В 1990 году из второй низшей лиги перешёл в «Зенит», игравший в первой лиге. В 1992 году провёл единственный сезон за команду в высшей лиге — в 23 играх забил четыре мяча. В 1995 году после прихода Павла Садырина перешёл в команду второй лиги «Сатурн» Раменское, с которой сразу же вышел в первую лигу, а в 1998 году — в высший дивизион, где провёл один матч — 13 апреля 1999 в гостевой игре против «Черноморца» (1:1) вышел на замену на 47-й минуте и сразу же получил жёлтую карточку. Доигрывал сезон в команде первого дивизиона «Кристалл» Смоленск. 2000 год начал в команде чемпионата Латвии «Динабург» Даугавпилс, сыграл семь матчей, завершил сезон в команде КФК «Динамо-Стройимпульс» СПб. В 2001—2003 годах провёл 44 матча, забил 4 гола в первенстве КФК за ФК «Кондопога».
По состоянию на 2013 год — инженер в петербургской телекоммуникационной компании.
Младший брат Дмитрий — футболист, тренер.